# Unione Sportiva Nissena 1950-1951
Questa voce raccoglie le informazioni riguardanti l'Unione Sportiva Nissena nelle competizioni ufficiali della stagione 1950-1951.

## Rosa
| N. |                   | Ruolo | Calciatore         |
| -- | ----------------- | ----- | ------------------ |
|    | Italia (bandiera) | A.    | A. Antonini        |
|    | Italia (bandiera) | D     | S. Ballarin        |
|    | Italia (bandiera) | A     | Piero Bortoletto   |
|    | Italia (bandiera) | C     | Gian Carlo Bossi   |
|    | Italia (bandiera) | P     | G. De Carpentieri  |
|    | Italia (bandiera) | D     | Italo Del Colle    |
|    | Italia (bandiera) | P     | Giovanni Di Napoli |
|    | Italia (bandiera) | C     | R. Legnani         |

| N. |                   | Ruolo | Calciatore         |
| -- | ----------------- | ----- | ------------------ |
|    | Italia (bandiera) | D     | Libero Novara      |
|    | Italia (bandiera) | A     | Italo Pasqualetto  |
|    | Italia (bandiera) | A     | U. Petassio        |
|    | Italia (bandiera) | A     | Marin Falier Penzo |
|    | Italia (bandiera) | C     | S. Penzo           |
|    | Italia (bandiera) | A     | R. Rova            |
|    | Italia (bandiera) | D     | W. Spinato         |
|    | Italia (bandiera) | C     | Carlo Terraneo     |